# Achatinella
Sous-famille
Genre
Achatinella est un genre d'escargots terrestres colorés, arboricoles, nocturnes et vivipares, appartenant à la sous-famille monotypique des Achatinellidae, les Achatinellinae,.
Les espèces d’Achatinella sont toutes endémiques de l'île d'Oahu à Hawaï, et toutes les espèces restantes sont menacées. Autrefois abondantes, elles étaient largement mentionnées dans le folklore et les chansons hawaïennes, et leurs coquilles étaient utilisées pour la confection de colliers de fleurs et autres ornements. Certaines espèces étant appelées kāhuli en hawaïen.

## Caractéristiques
La coquille des escargots adultes mesurent généralement d'environ 2 cm de long, et varie en forme et en couleur. Elle est généralement oblongue ou ovoïde et présente une surface lisse.
Les escargots vivent dans les arbres, actuellement uniquement dans les forêts montagneuses sèches à humides et les zones arbustives au-dessus de 400 m d’altitude, où ils se nourrissent des champignons qui poussent à la surface des feuilles. On les trouve parfois sur des néophytes, mais on ignore si les champignons qui y poussent constituent un habitat suffisant pour eux. En captivité, certaines espèces peuvent être nourries avec des champignons poussant sur Metrosideros polymorpha ou sur de la gélose à la semoule de maïs.
Comme les autres escargots pulmonés, ils sont hermaphrodites et s'accouplent entre eux grâce à leur pénis. Les jeunes naissent vivants.

## Répartition
Toutes les espèces d’Achatinella sont endémiques de l'île hawaïenne d'Oahu. 

## Statut de conservation
L'UICN classe plusieurs espèces d’Achatinella comme éteintes et les autres comme en danger critique d'extinction. Certaines espèces comptent moins de 50 individus, d'autres plus de 300 ; de nombreuses espèces se situent entre les deux. La principale cause de leur déclin est attribuée à la surexploitation. De plus, des espèces invasives telles que l'escargot carnivore Euglandina rosea, des rats (Rattus exulans, Rattus norvegicus, Rattus rattus), le caméléon de Jackson et le planaire terrestre Platydemus manokwari ont contribué à l'extinction et au déclin des escargots arboricoles indigènes,,.

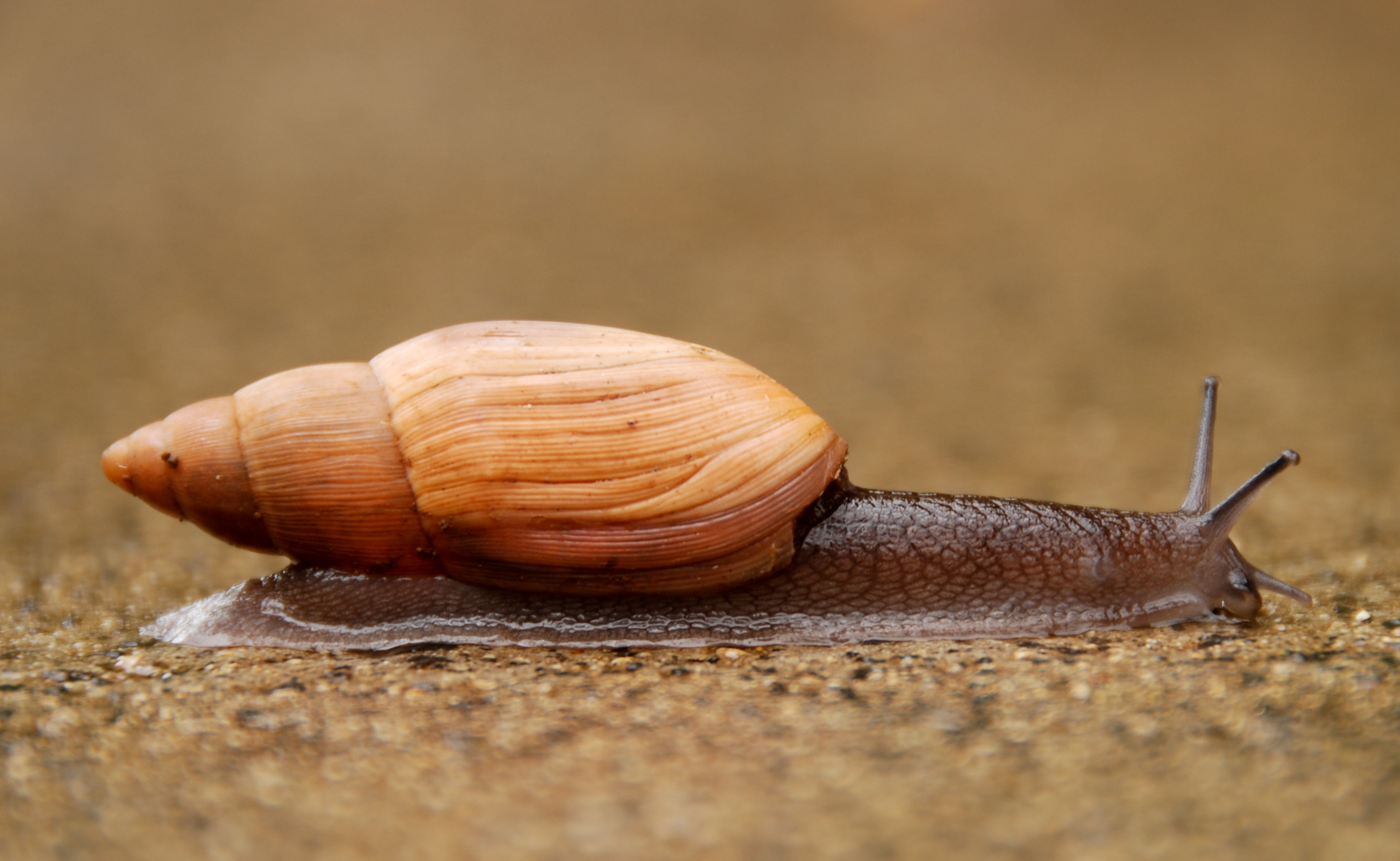
Euglandina rosea
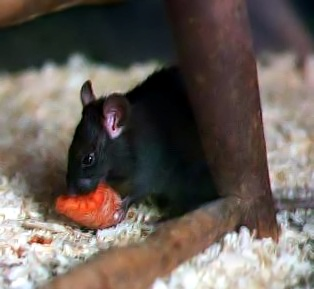
Rat noir
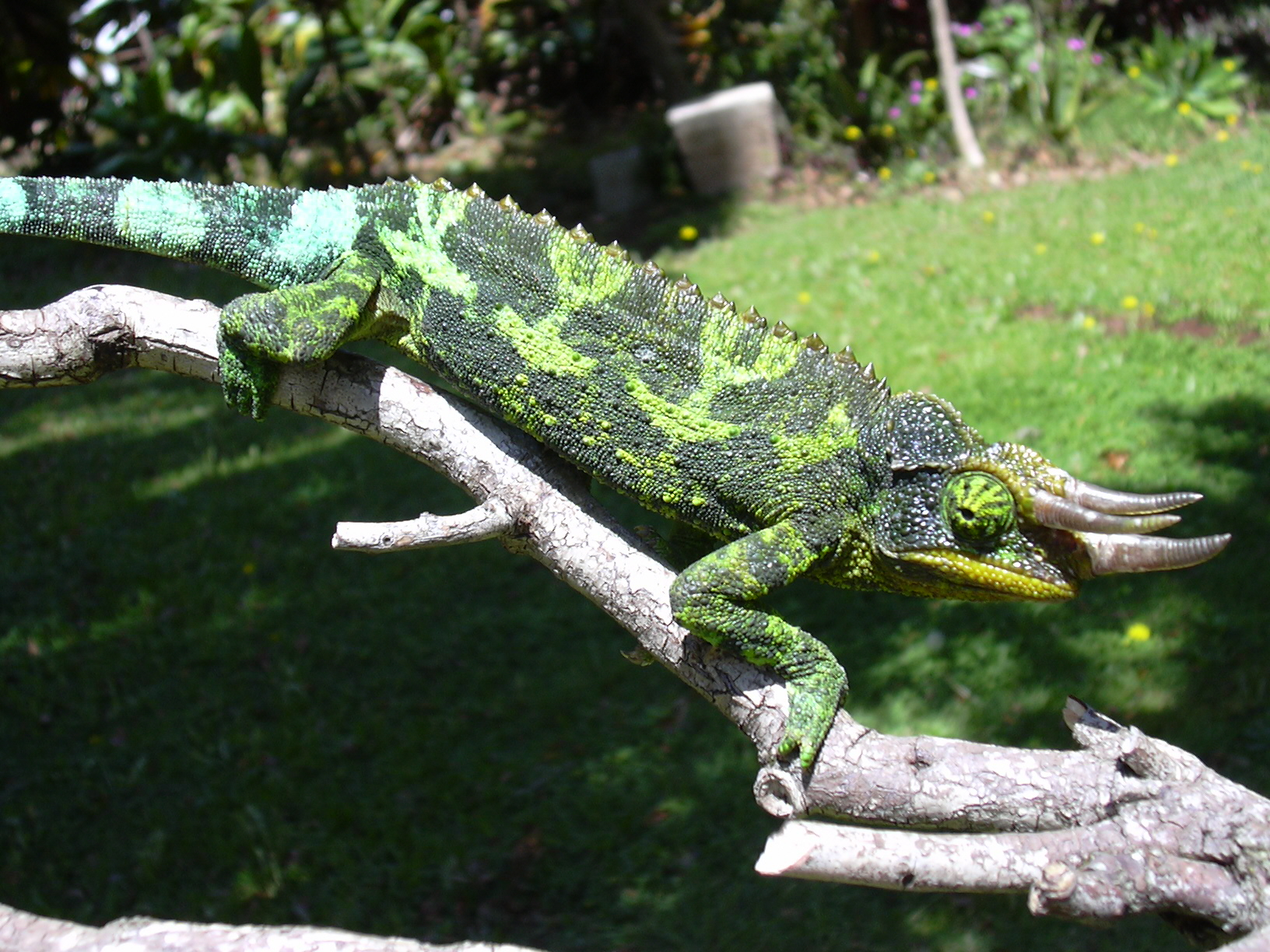
Caméléon de Jackson
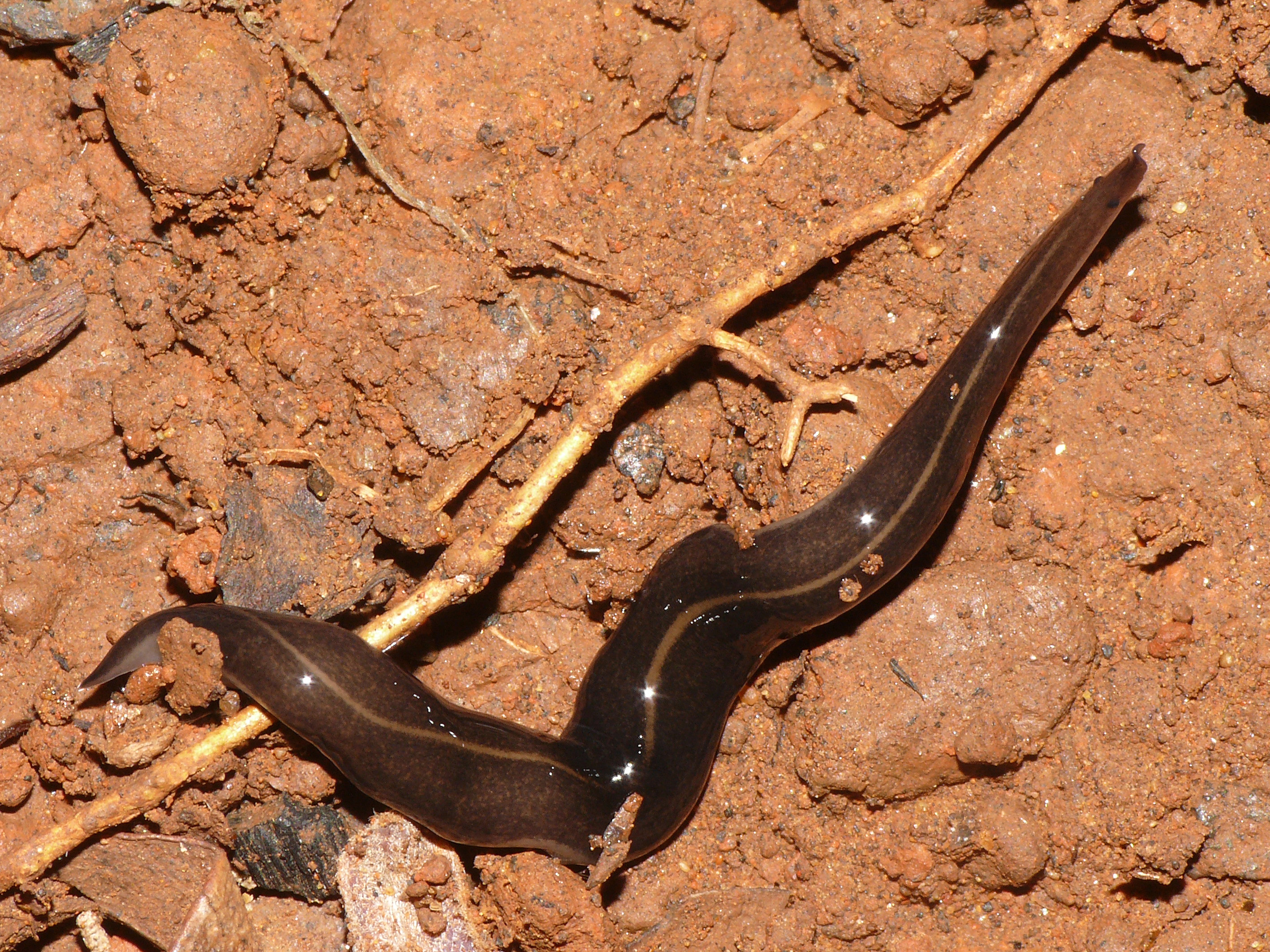
Platydemus manokwari

## Espèces
Il existe 41 espèces dans le genre Achatinella, dont une dizaine sont actuellement connues comme existantes :

### Sous-genreAchatinella
- †Achatinella apexfulva (Dixon, 1789)
- †Achatinella cestus Newcomb, 1853
- Achatinella concavospira Pfeiffer, 1859
- †Achatinella decora (Férussac, 1821)
- †Achatinella leucorraphe (Gulick, 1873)
- †Achatinella lorata Férussac, 1824
- Achatinella mustelina Mighels, 1845
- †Achatinella swiftii Newcomb, 1853
- †Achatinella turgida Newcomb, 1853
- †Achatinella valida Pfeiffer, 1855
- †Achatinella vittata Reeve, 1850

### Sous-genreBulimella
- †Achatinella abbreviata Reeve, 1850
- Achatinella bulimoides Swainson, 1828
- Achatinella byronii (Wood, 1828)
- Achatinella decipiens Newcomb, 1854
- †Achatinella elegans Newcomb, 1853
- Achatinella fuscobasis (E. A. Smith, 1873)
- Achatinella lila Pilsbry, 1914
- †Achatinella pulcherrima Swainson, 1828
- Achatinella pupukanioe Pilsbry & Cooke, 1914
- Achatinella sowerbyana Pfeiffer, 1855
- †Achatinella taeniolata Pfeiffer, 1846
- †Achatinella viridans Mighels, 1845

### Sous-genreAchatinellastrum
- †Achatinella bellula E. A. Smith, 1873
- †Achatinella buddii Newcomb, 1853
- †Achatinella casta Newcomb, 1853
- †Achatinella caesia Gulick, 1858
- Achatinella curta Newcomb, 1853
- †Achatinella dimorpha Gulick, 1858
- Achatinella fulgens Newcomb, 1853
- †Achatinella juddii Baldwin, 1895
- †Achatinella juncea Gulick, 1856
- †Achatinella lehuiensis E. A. Smith, 1873
- Achatinella livida Swainson, 1828
- †Achatinella papyracea Gulick, 1856
- †Achatinella phaeozona Gulick, 1856
- †Achatinella spaldingi Pilsbry & Cooke, 1914
- †Achatinella stewartii (Green, 1827)
- †Achatinella thaanumi Pilsbry & Cooke, 1914
- †Achatinella vulpina (Férussac, 1824)

## Galerie

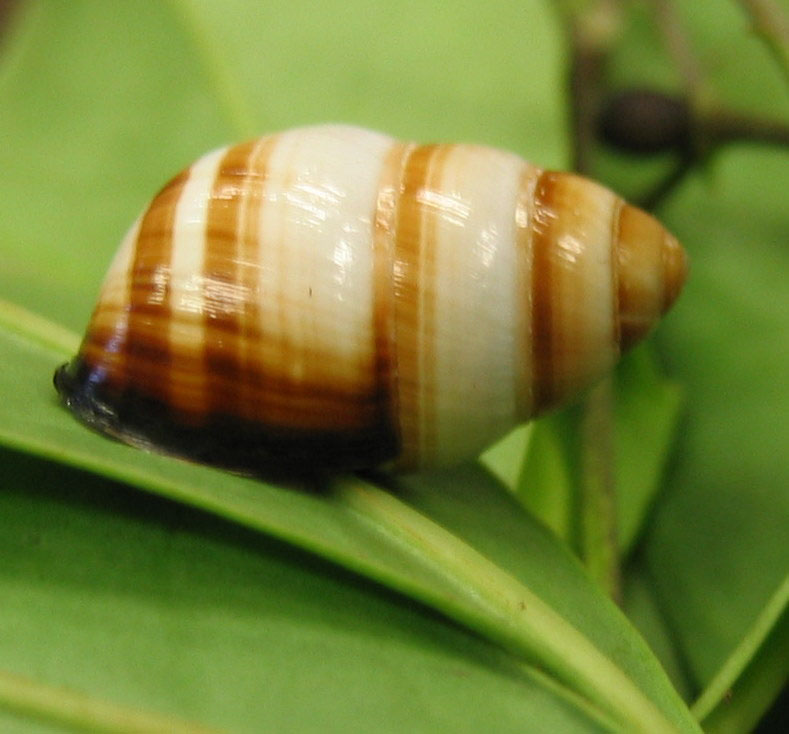
Achatinella bulimoides
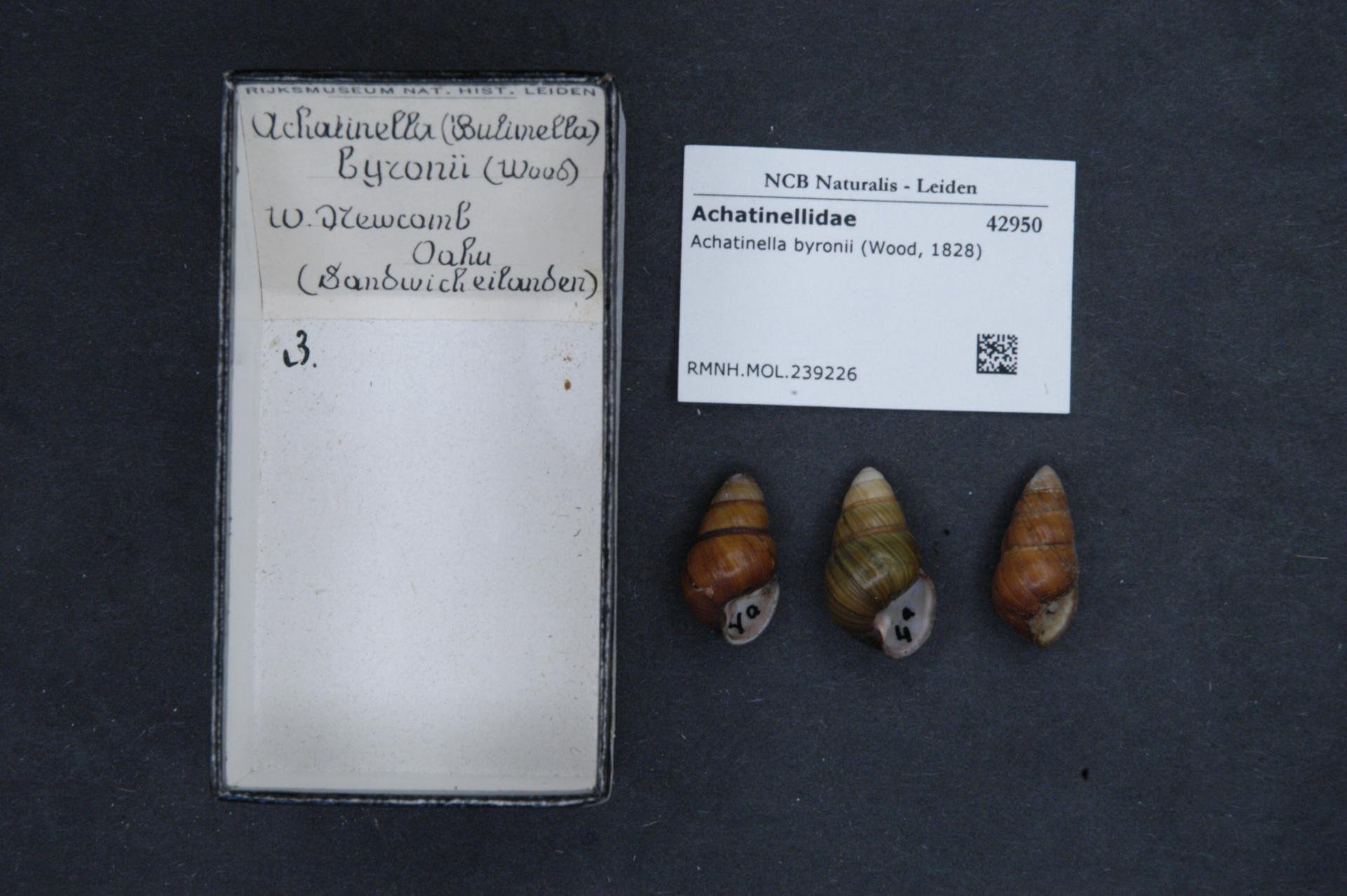
Achatinella byronii
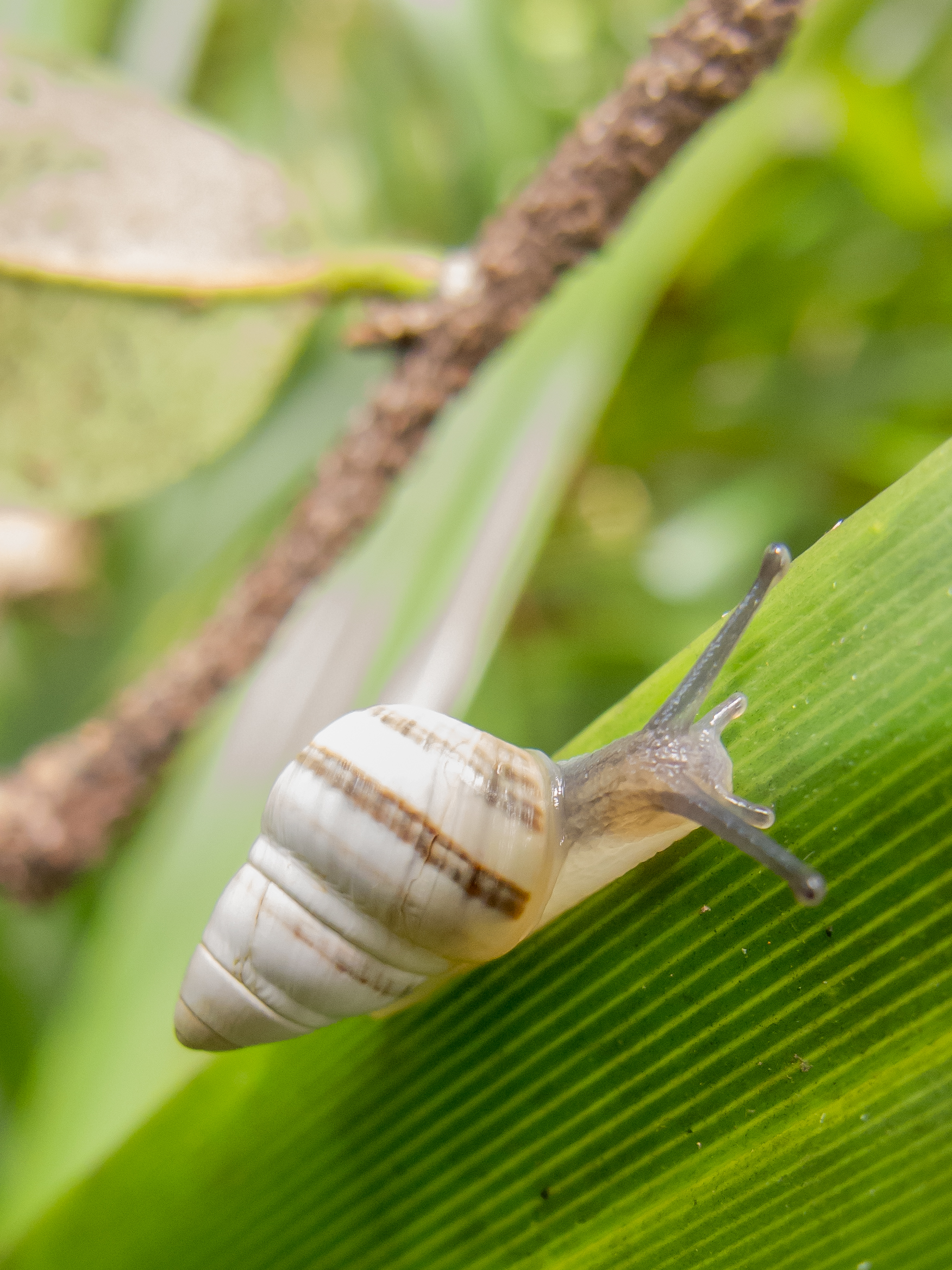
Achatinella concavospira
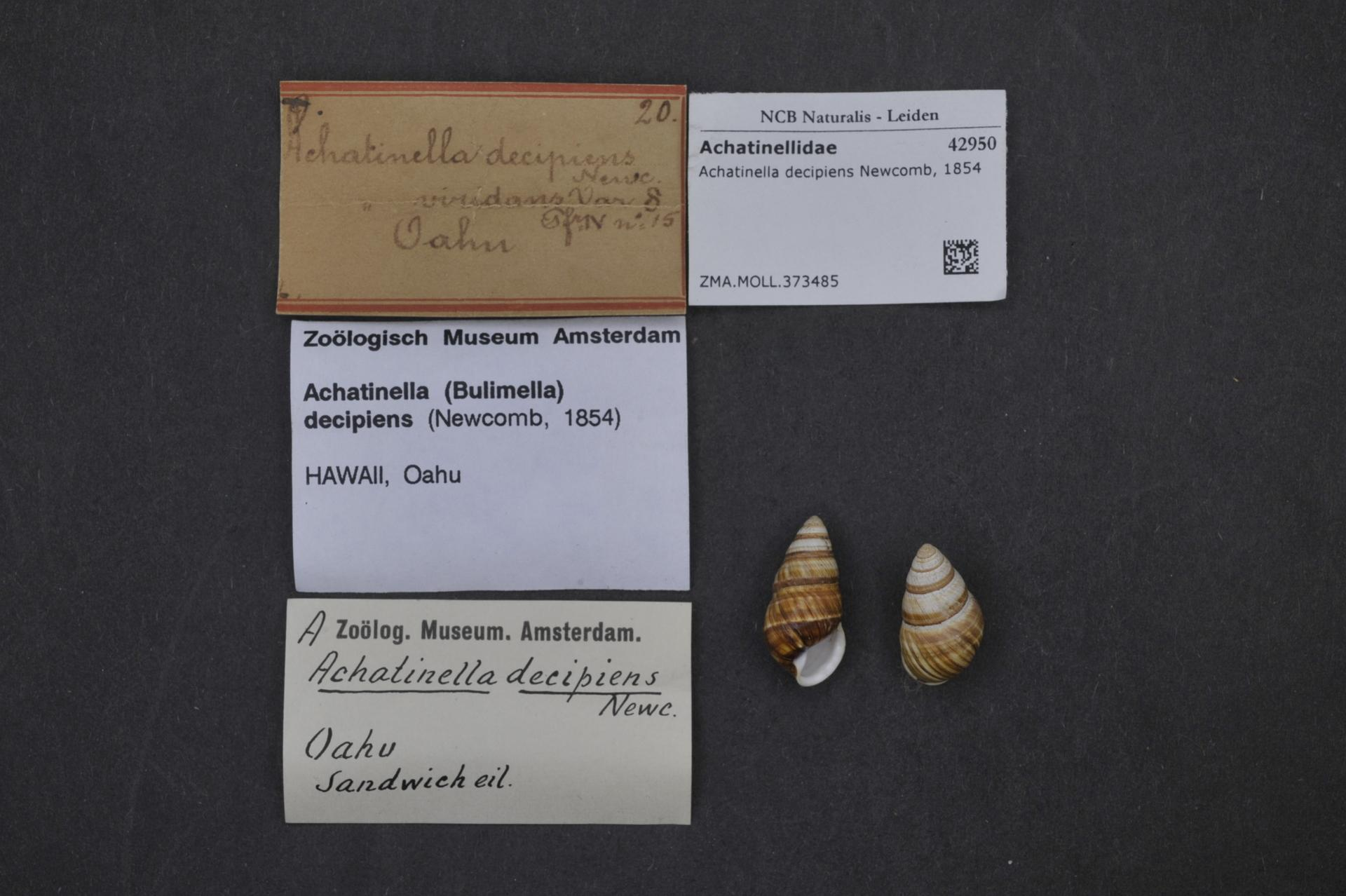
Achatinella decipiens
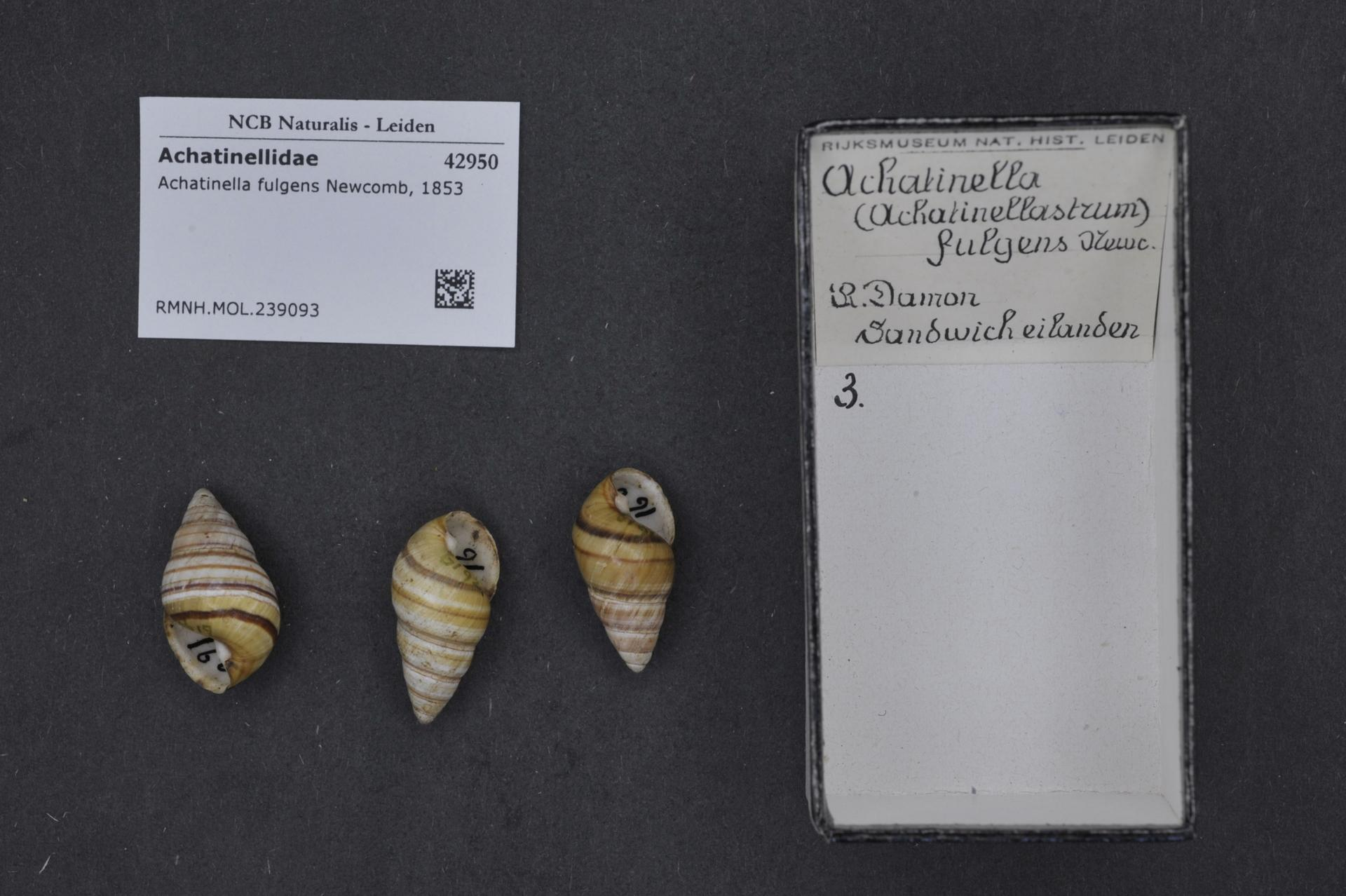
Achatinella fulgens
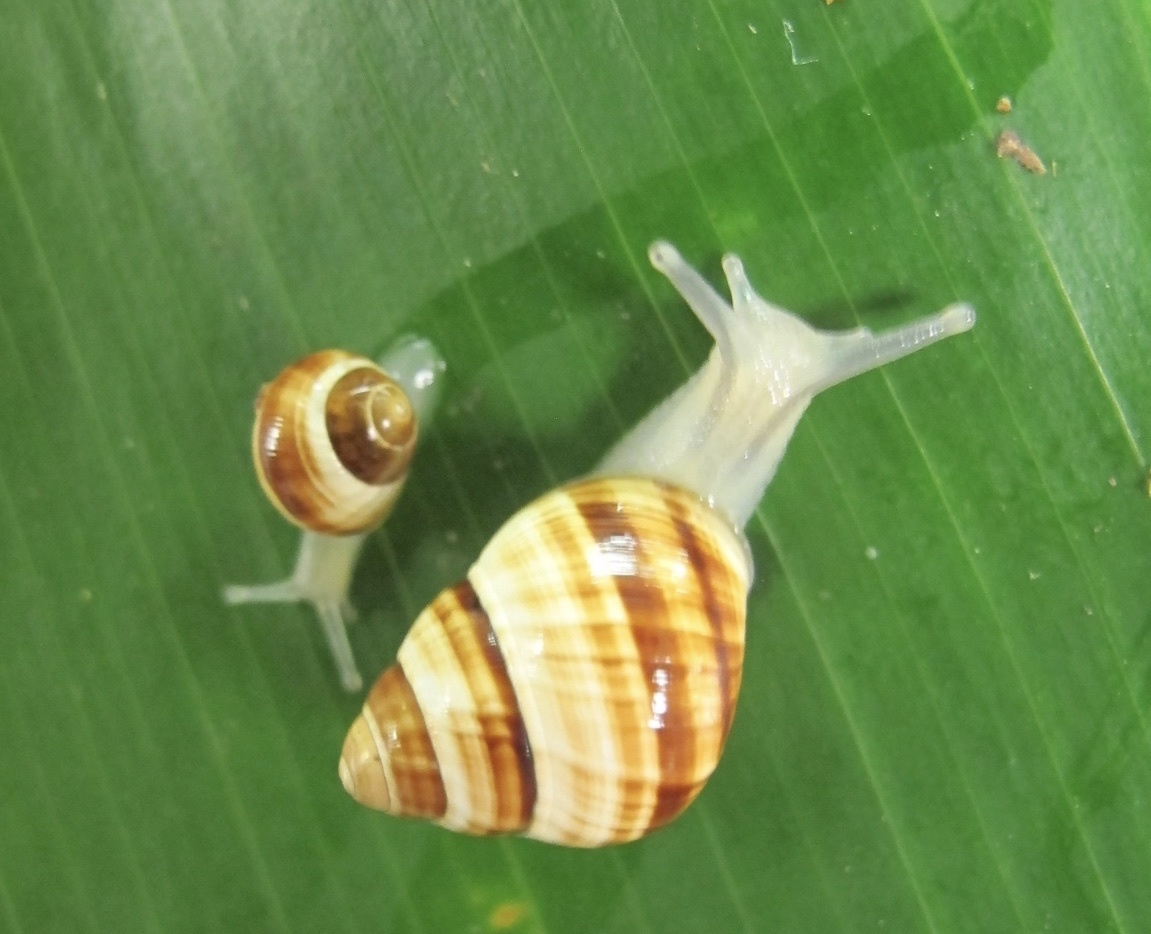
Achatinella fuscobasis
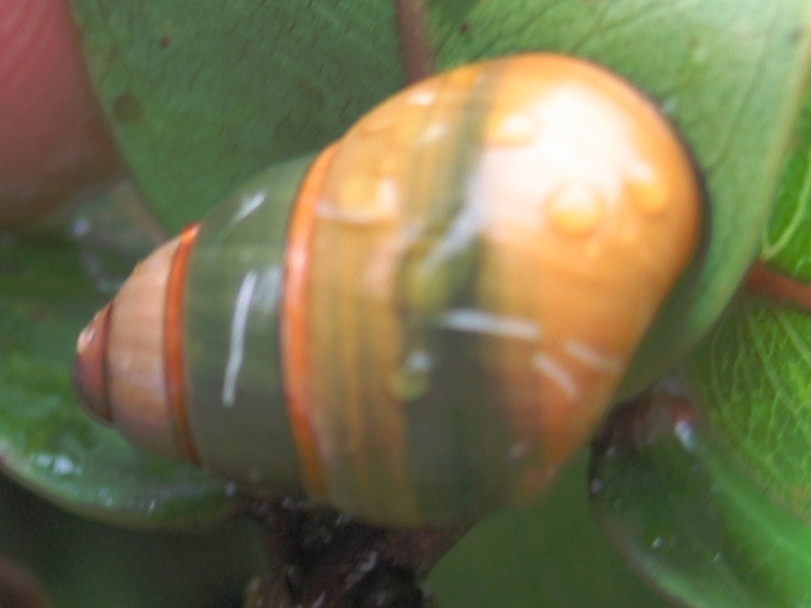
Achatinella lila
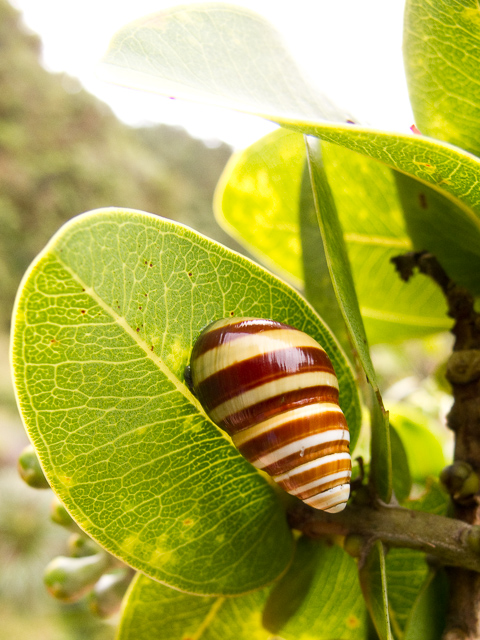
Achatinella livida
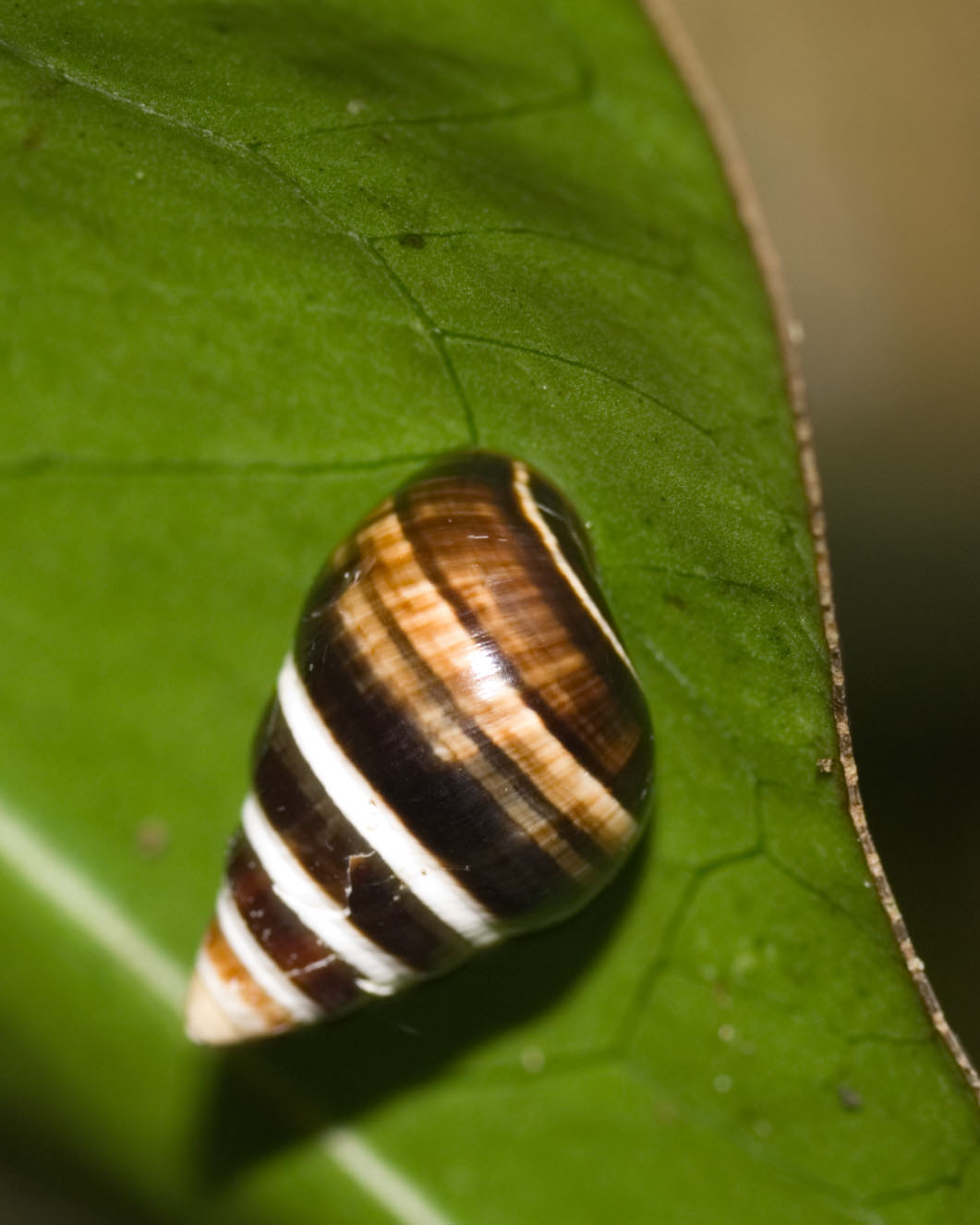
Achatinella mustelina
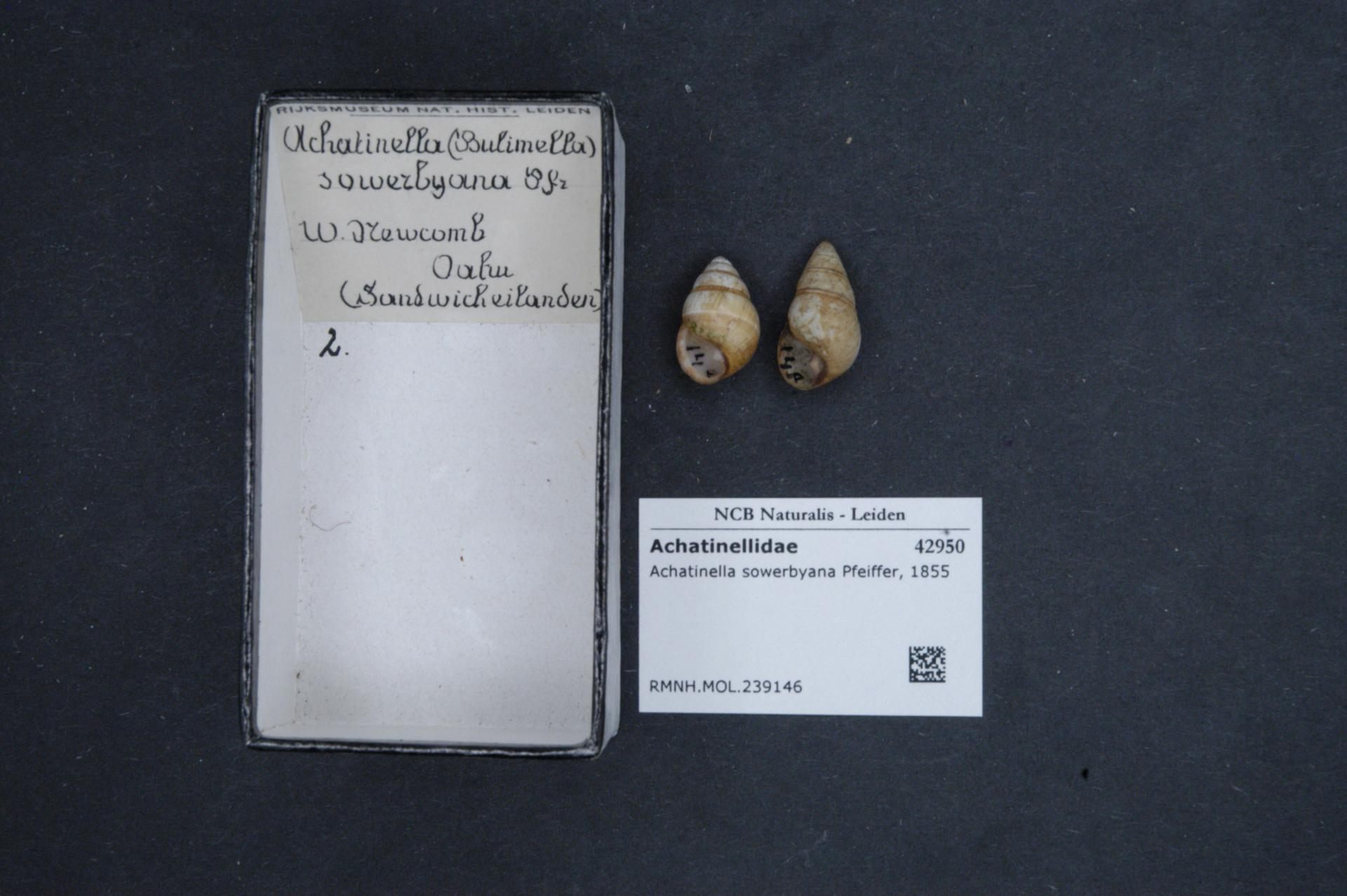
Achatinella sowerbyana